# Ізмір (порт)
Порт Ізмір (тур. İzmir Limanı), також відомий як Алсанчацький порт — вантажний і пасажирський морський порт в Ізмірі, Туреччина, сьомий за величиною в країні за обсягом контейнерних перевезень і тринадцятий за обсягом вантажообігу. Він розташований на схід від Ізмірської затоки.

## Історія
Ізмір був важливим портом Османської імперії, і перша пристань була побудована в 1869 році. Сам порт будувався між 1955 і 1959 роками. Його першим оператором була Турецька державна залізниця. У 1960 році він був придбаний ДенізБанком (державний банк, відповідальний за морський бізнес). 1 січня 1989 року його було повернуто Турецькій державній залізниці. У 2007 році порт приватизували. Але, через юридичні причини, приватизація була припинена. У березні 2017 року він став портом-побратимом порту Маямі. У 2018 році портова інфраструктура була передано до фонду багатства Туреччини.

## Технічні деталі
Загальна площа землі становить 902 000 м2. Загальна довжина набережної — 3386 метрів. При такій довжині причал розрахований на 18 суден. Середня глибина — 11 м. В Ізмірській бухті буде реалізовано проєкт реабілітації, який дозволить використовувати порт великим суднам.

## Бізнес
Станом на 2018 рік, порт відвідують 2047 морських суден. Загальний обсяг торгівлі того ж року становив 9 мільйонів тонн.